# Wörnersberg

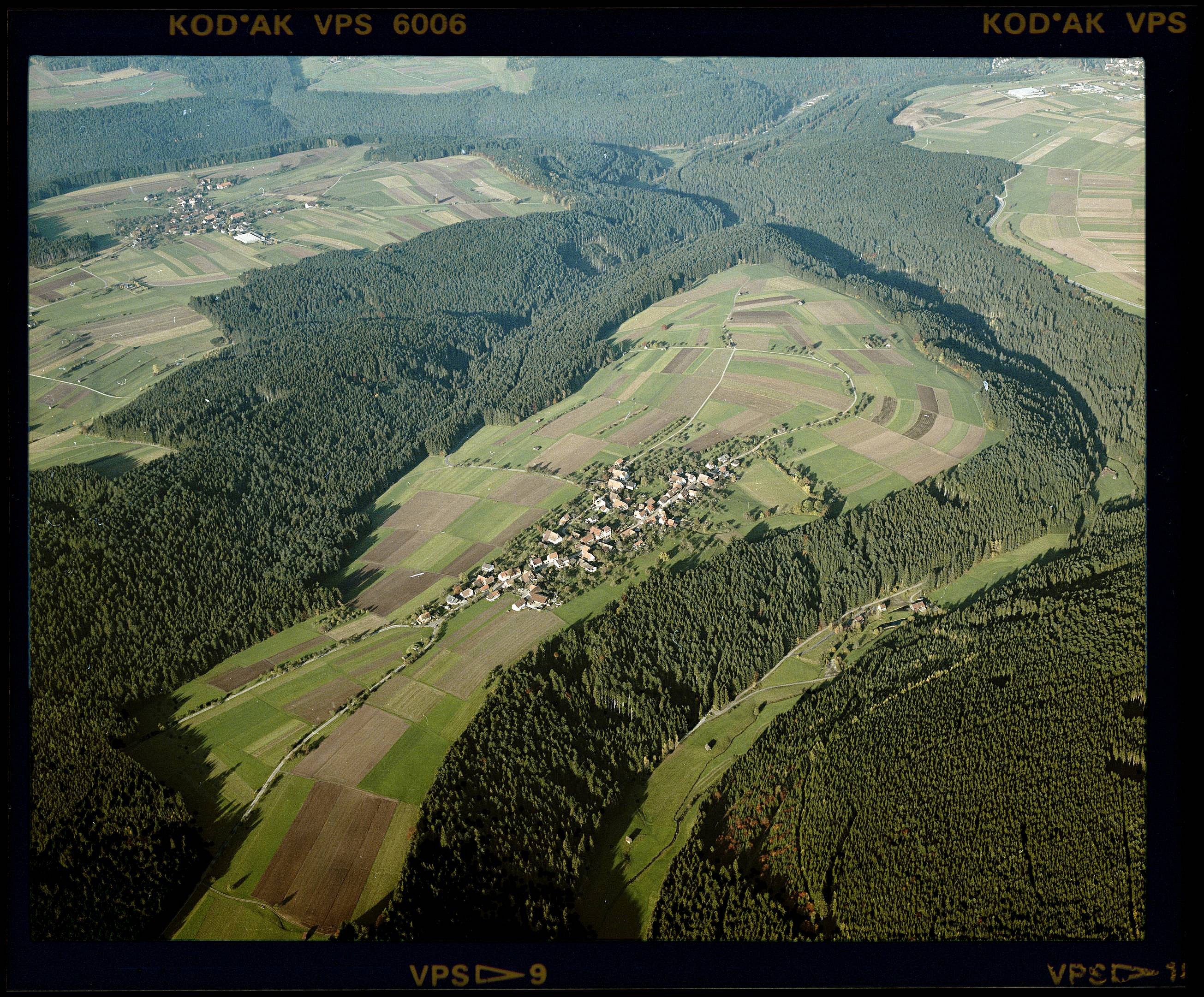
Luftbild von Wörnersberg (1984)

Wörnersberg ist eine Gemeinde mit 214 Einwohnern im Landkreis Freudenstadt in Baden-Württemberg. Die Gemeinde ist die flächen- und einwohnerkleinste im Landkreis. Wörnersberg gehört zur Region Nordschwarzwald.

## Geographie

### Lage
Wörnersberg liegt etwa 18 Kilometer von der Kreisstadt Freudenstadt entfernt, eingebettet zwischen Wiesen und Wäldern im mittleren Schwarzwald in 600 bis 700 Metern Höhe. Etwa 56 Prozent der Gemarkung sind Waldfläche.

### Gemeindegliederung
Zur Gemeinde Wörnersberg gehören das Dorf Wörnersberg und das Haus Reesenmühle.

### Schutzgebiete
An der östlichen Gemeindegrenze liegt das Landschaftsschutzgebiet Zinsbachtal. Wörnersberg liegt zudem im Naturpark Schwarzwald Mitte/Nord.

## Geschichte

### Geschichtlicher Überblick
Wörnersberg wurde im Jahre 1364 erstmals urkundlich erwähnt, 1487 wurde eine Kirche gebaut. Das Herzogtum Württemberg erwarb 1614 „halb Wörnersberg mit allen Gerechtigkeiten“. Die Teilung dauerte nicht lange, denn schon 1625 kaufte Württemberg auch die andere Hälfte des Dorfes mit fünf Bauern und eineinhalb Tagelöhnern. Bis ins frühe 19. Jahrhundert gehörte der Ort zum altwürttembergischen Amt Altensteig.
Bei der Umsetzung einer neuen Verwaltungsgliederung im 1806 gegründeten Königreich Württemberg wurde Wörnersberg 1812 dem Oberamt Freudenstadt zugeordnet. Die Verwaltungsreform von 1938 führte zur Zugehörigkeit zum Landkreis Freudenstadt. 1945 wurde Wörnersberg Teil der Französischen Besatzungszone und kam somit zum Nachkriegsland Württemberg-Hohenzollern, welches 1952 im Land Baden-Württemberg aufging.

### Religionen
Wörnersberg war kirchlich bereits vor der Reformation ein Filialort von Grömbach. Damit der Pfarrer von dort zur Gemeinde kam, mussten ihm die Wörnersberger ein Pferd zur Verfügung stellen und nach dem Gottesdienst ein Essen spendieren. Die früher selbstständige evangelische Kirchengemeinde Wörnersberg gehörte gemeinsam mit Grömbach und Garrweiler zunächst als Gesamtkirchengemeinde, dann seit 2019 als Evangelische Kirchengemeinde Grömbach-Wörnersberg zum Kirchenbezirk Calw-Nagold der Evangelischen Landeskirche in Württemberg. Zur evangelischen Kirche gehört auch die 1980 gegründete Lebensgemeinschaft Wörnersberger Anker.

### Einwohnerentwicklung
Mit einem Durchschnittsalter von 36 Jahren war Wörnersberg Stand Ende 2010 die Gemeinde mit den im Schnitt jüngsten Einwohnern in Baden-Württemberg. 2011 verlor der Ort diese Position an Riedhausen im Landkreis Ravensburg.

## Politik

### Bürgermeister
Reinhold Möhrle ist seit 1990 der Bürgermeister, er wurde zuletzt 2014 im Amt bestätigt.

### Gemeinderat
Der Gemeinderat in Wörnersberg hat acht Mitglieder. Bei der Kommunalwahl am 9. Juni 2024 wurde der Gemeinderat durch Mehrheitswahl gewählt. Mehrheitswahl findet statt, wenn kein oder nur ein Wahlvorschlag eingereicht wurde. Die Bewerber mit den höchsten Stimmenzahlen sind dann gewählt. Der Gemeinderat besteht aus den ehrenamtlichen Gemeinderäten und dem Bürgermeister als Vorsitzendem. Der Bürgermeister ist im Gemeinderat stimmberechtigt.

### Hoheitssymbole
Die Gemeinde Wörnersberg führt ein Dienstsiegel, ein Wappen und eine Flagge.
| Wappen der Gemeinde Wörnersberg | Blasonierung: „In Gold (Gelb) auf grünem Hügel eine rote Kirche zwischen zwei grünen Tannen.“ |
| Wappen der Gemeinde Wörnersberg | Wappenbegründung: Der Ort liegt auf einem flachen Höhenrücken des Schwarzwaldes. Inmitten des Dorfes steht die im Kern noch romanische, in spätgotischer Zeit und noch einmal im 19. Jahrhundert umgebaute Kirche, auf deren westlicher Giebelseite ein hölzerner Dachreiter sitzt. Seit der Reformation ist sie evangelische Filialkirche für Wörnersberg. Sie war einst eine vielbesuchte Wallfahrtskirche und besitzt heute noch einen gotischen Schnitzaltar. Das Wappen soll die geographische Lage der Gemeinde im Schwarzwald und die Dorfkirche symbolisieren. Die Motive sind auf Wunsch der Gemeinde gewählt worden. Wappen und Flagge wurden der Gemeinde Wörnersberg durch das Innenministerium am 23. Februar 1960 verliehen. |

### Haushalt
Die Gemeinde Wörnersberg ist mit Stand vom 31. Dezember 2021 schuldenfrei.

## Evangelische Kirche
Die Kirchen- und Altarweihe der ehemaligen Wallfahrtskirche Zu Unserer Lieben Frau in Wörnersberg im Jahre 1487 ist urkundlich bezeugt. Zahlreiche Renovierungen und bauliche Veränderungen sind für 1687, das 19. und das 20. Jahrhundert belegt, zuletzt 1980. Aus dem 15. Jahrhundert ist ein spätgotischer Altarschrein mit Holzskulpturen (Paulus, Maria mit dem Kind, die Heiligen Wendelin und Sebastian) erhalten, der vermutlich aus einer Ulmer Bildhauerwerkstatt stammt. Ebenfalls aus der Erbauungszeit der Kirche stammen noch die beiden Glocken.